# 間粒螺
間粒螺（学名：Viriola intergranosa）为左錐螺科雙肋螺屬下的一个种。